# Стеняхина, Ольга Алексеевна
Ольга Алексеевна Стеняхина (12 июля 1912, Смольково, Ардатовский уезд, Симбирская губерния, Российская империя — 8 июня 2003, Смольково, Ардатовский район, Республика Мордовия, Россия) — работник советского сельского хозяйства, ветеран тыла, Герой Социалистического Труда (1948).

## Биография
Ольга Алексеевна Стеняхина родилась 12 июля 1912 года в селе Смольково Ардатовского уезда Симбирской губернии (ныне — Ардатовского района Республики Мордовия).
Будучи родом из семьи крестьян, получив начальное образование, начала работать в родительском хозяйстве. В 1930 году вступила во новообразованный колхоз им. Сталина, а в 1932 году возглавила полеводческое звено по выращиванию зерновых. В 1943 году была отправлена на торфоразработки в Свердловскую область, а в 1946 году вернулась на родину и к руководству звеном в родном колхозе. По итогам работы за 1947 год звено Стеняхиной получило урожай озимой ржи в количестве 31,62 центнера с гектара на площади в 8 гектаров. За получение высокого урожая ржи в 1947 году звеньевая Стеняхина была удостоена звания «Герой Социалистического Труда» с вручением золотой медали «Серп и Молот» и ордена Ленина. Звеньевая Стеняхина вместе со своим бригадиром П. Ф. Анисимовым стали первыми обладателями этого звания среди тружеников сельского хозяйства Мордовской АССР. Впоследствии звеньевая того же колхоза М. М. Горохова также стала Героем Социалистического Труда.
Впоследствии звено Стеняхиной в колхозе, в 1961 году переименованном в «Путь Ильича», стабильно получало высокие урожаи зерновых до её ухода на пенсию в 1967 году. Избиралась депутатом Верховного Совета Мордовской АССР и Ардатовского районного Совета депутатов трудящихся. Проживала в родном селе.
Ольга Алексеевна Стеняхина скончалась 8 июня 2003 года в Смольково.

## Награды
- Звание «Герой Социалистического Труда» с вручением золотой медали «Серп и Молот» и ордена Ленина (28 февраля 1948 года, указом Президиума Верховного Совета СССР) — «за получение высоких урожаев ржи и пшеницы»[5][1].
- Медаль «За трудовую доблесть» (9 января 1950 года)[1].
- Другие медали[1].

## Память
Бюст Стеняхиной в 2013 году был установлен на Аллее Славы в Ардатове.